# Аберайрон
Абера́йрон, также Абере́йрон (англ. Aberaeron, валл.  Aberaeron) — город в историческом и современном графстве Кередигион, в Уэльсе, расположенный на побережье Кардиганского залива между Аберистуитом и Кардиганом. Административный центр графства.

## География
Город расположен в устье реки Айрон, которая и дала ему название (от валлийского aber — устье и Aeron). Побережье Кардиганского залива от Аберайрона до Аберарта на севере представляет собой невысокие глиняные пласты ограниченные участками высоких скальных образований с крутыми глиняными откосами.
Климат Аберайрона умеренный морской, что во многом определяется равнинным характером прибрежного рельефа и небольшой глубиной моря у берегов города. Однако периодически случаются резкие понижения температуры зимой, что связано с опусканием холодного фронта по долине Айрона из горных районов Кередигиона.

## Население
Население Аберайрона согласно переписи 2001 года составляло 1520 человек. По конфессиональному составу 77 % населения христиане, 15 % атеисты, оставшиеся 8% либо не указали религиозную принадлежность, либо исповедуют другую веру. 72% населения Аберайрона в определённой степени владеют валлийским языком, из них 782 человека указали, что владеют им свободно.

## Политика
Аберайрон является административным центром графства Кередигион и в нём располагается Совет графства. Город входит в избирательный округ Кередигион, по которому осуществляются выборы в Парламент Великобритании и Национальную Ассамблею Уэльса.

## История
Аберайрон является одним из немногих городов Уэльса построенных по предварительному плану строительства. В 1805 году владелец манора Аберайрон Албан Томас Джонс Гвинн начал разработку проекта строительства города. Он и его архитектор Эдвард Хэйкок, при участии также известного архитектора Джона Нэша, спланировали городскую застройку в устье Айрона, при этом эстуарий был расширен и была образована полуприливная гавань с верфью, крановым и складским хозяйством, пирсами. 28 июля 1807 года Албан Томас Джонс Гвинн получил частный Акт парламента Великобритании на устройство гавани — этот день считается датой основания Аберайрона. Благодаря удобному расположению и достаточно вместительным пирсам город длительное время служил одним из центров морского сообщения по побережью Уэльса, однако с открытием железнодорожного сообщения, которое было начато в 1911 году, значение гавани существенно уменьшилось. В настоящее время Аберайрон в основном выступает как туристический город.

## Транспорт
Аберайрон расположен на трассе A487, идущей вдоль побережья и соединяющей Кардиган и Аберистуит, также посредством трассы А482 в юго-восточном направлении осуществляется сообщение с университетским городом Лампетер. Ближайшая железнодорожная станция — Аберистуит (непосредственное железнодорожное сообщение с Аберайроном было закрыто в 1963 году на основании отчёта Комиссии по пляжам).

## Архитектура
Архитектура Аберайрона нетипична для валлийской глубинки. Здания, построенные по первоначальному плану, является замечательными образчиками позднего регентского стиля. Основная часть городской застройки — здания 1830—1870 годов, которые представляют собой уникальный для Уэльса единый архитектурный комплекс.

## Культура
Значимыми мероприятиями, проводящимися в Аберайроне, являются ежегодный Фестиваль валлийских пони, берущий своё начало в 2002 году, а также Фестиваль кулинарии из морепродуктов Кардиганского залива.
В качестве курорта Аберайрон также известен своими пляжами: южный пляж города получил «Голубой флаг» в 2005 году.
Спортивная жизнь Аберайрона представлена одноимёнными любительскими регбийным и футбольным клубами.
Кулинарную известность Аберайрону принесло медовое мороженое.

## Известные уроженцы и жители
- Рон Дэвис[англ.] — фотограф.
- Герейнт Эванс[англ.] — оперный певец.

## Галерея

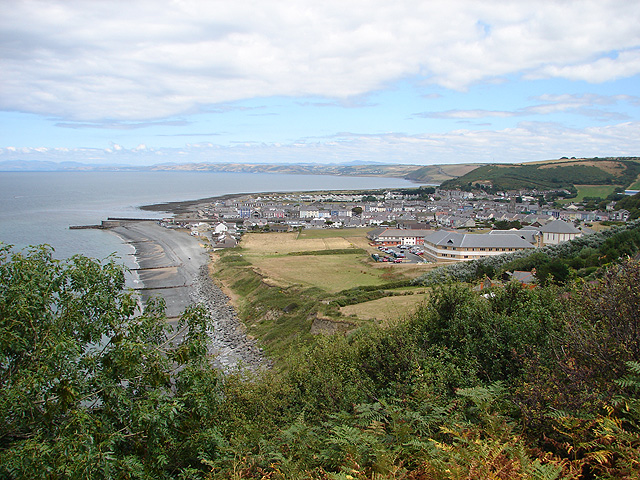
Панорама
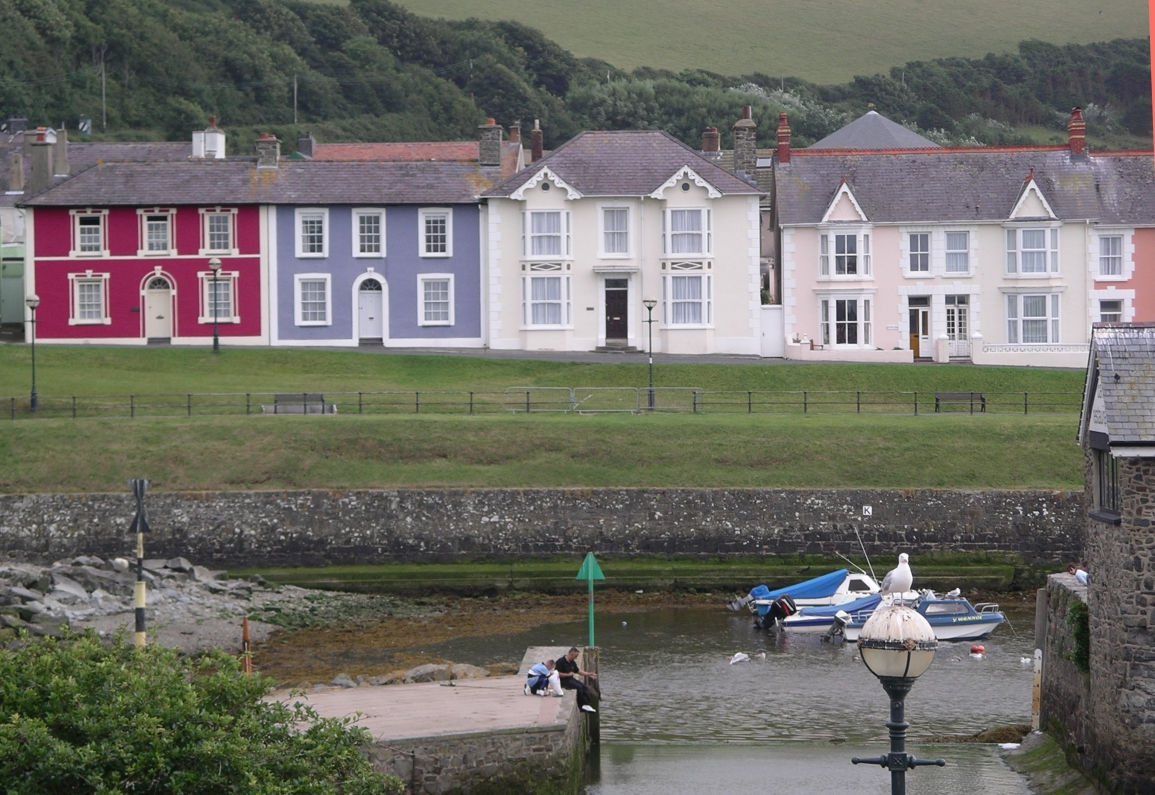
Здания у гавани
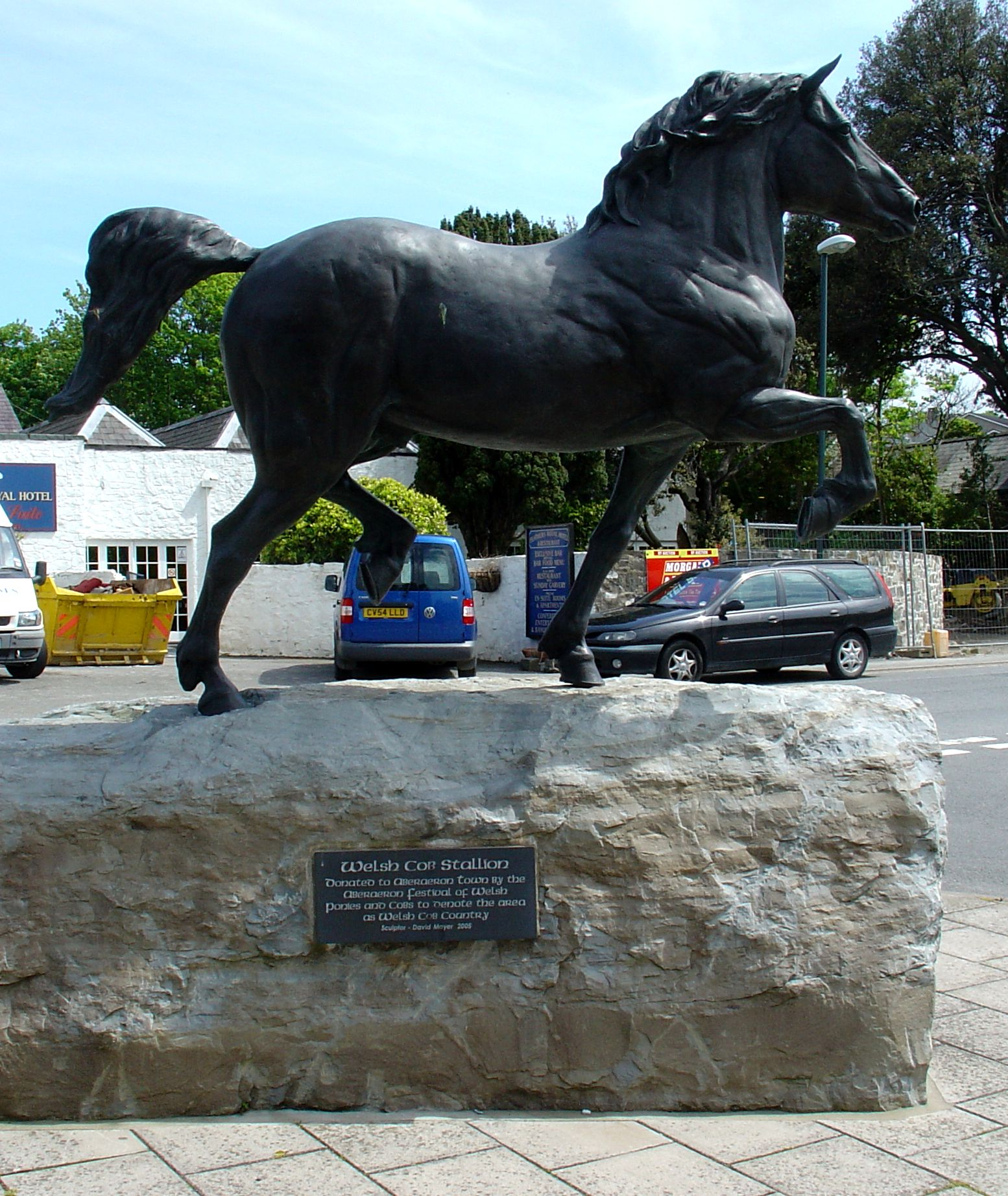
Статуя валлийского пони (скульптор Дэвид Мейер, 2005)
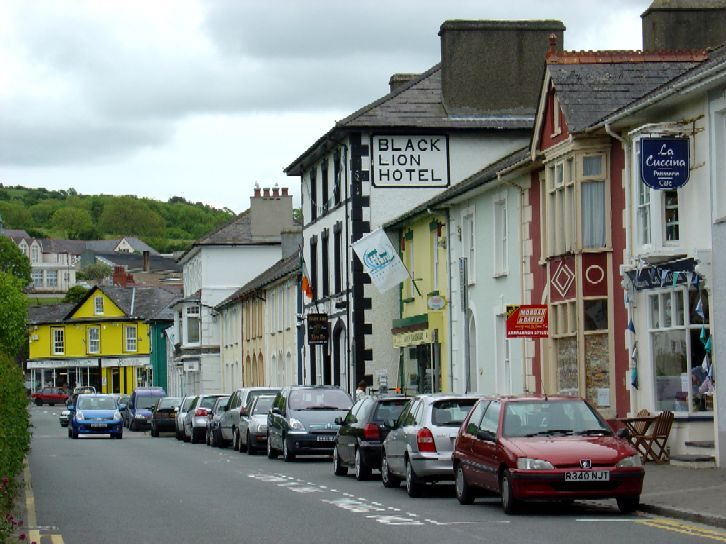
Отель «Чёрный Лев»
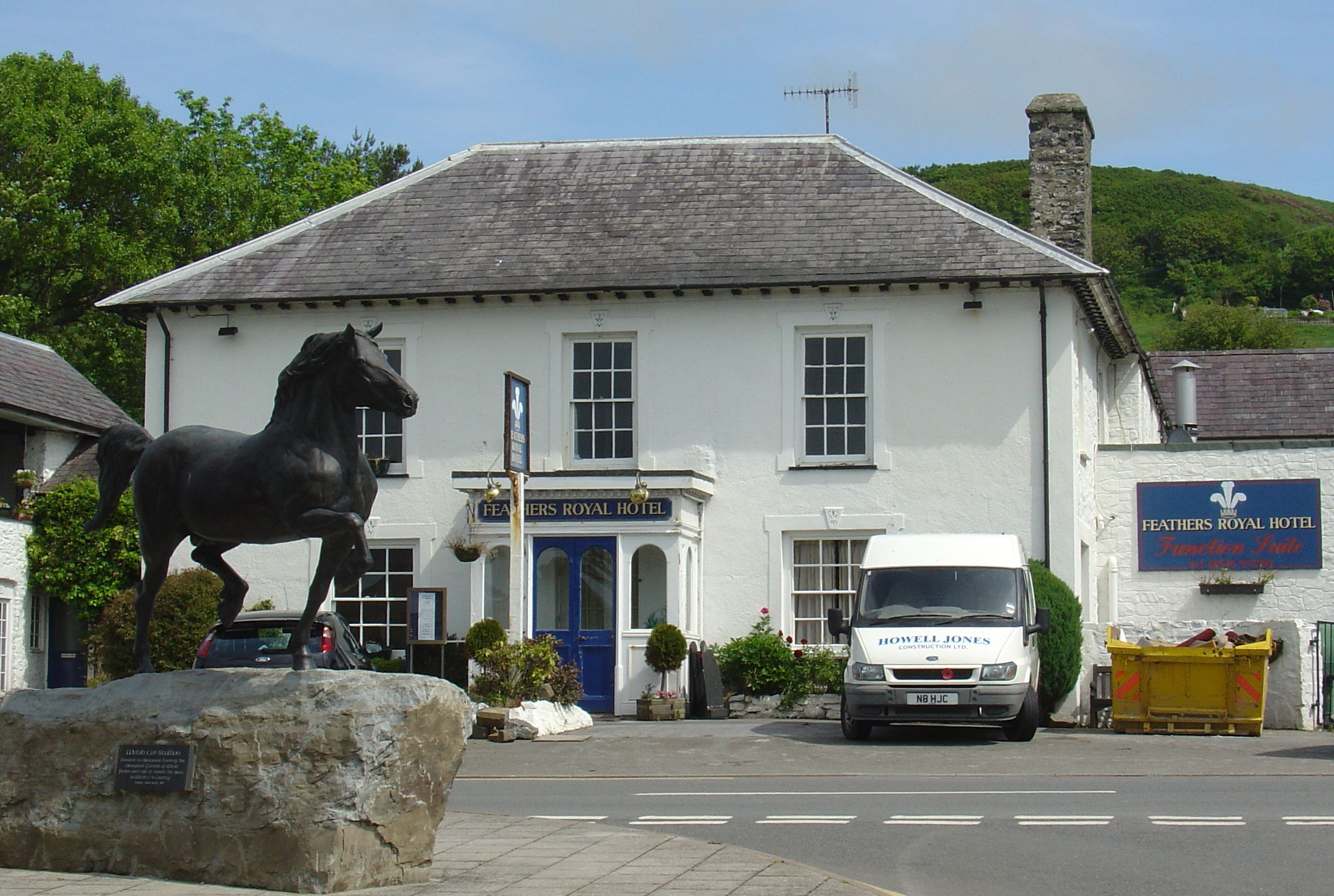
Бывший постоялый двор «Перья»
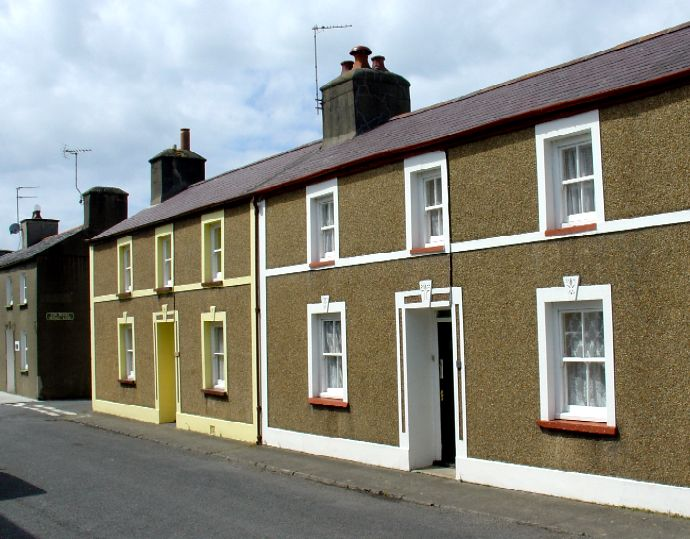
Здания в георгианском стиле